# Hengstenberg (Wiehl)
Hengstenberg ist eine von 51 Ortschaften der Stadt Wiehl im Oberbergischen Kreis.

## Lage und Beschreibung
Der Höhenort liegt rund 2 km westlich vom Stadtzentrum von Wiehl entfernt. Die benachbarten Ortschaften sind Faulmert, Linden, Neuklef, Kleinfischbach und Großfischbach. Hengstenberg liegt südlich der Bundesautobahn 4.

## Geschichte
1529 wurde der Ort das erste Mal im Bergischen Brüchtenverzeichnis wegen eines Nachbarschaftstreites urkundlich erwähnt. Die Schreibweise der Erstnennung war Uff dem Heyntzenberg, später wurde der Ortsname auch Am Hintzenberg oder Heintzenbergh geschrieben. 1533 wird „Tryna uff dem Heyntzenberg“ in einer Wechselurkunde zwischen dem Großherzogtum Berg und der Grafschaft Sayn genannt. In den Futterhaferzetteln der Herrschaft Homburg von 1580 werden als Abgabepflichtige vier Bergische und zwei Saynische Untertanen gezählt.
Früher wurden bei Hengstenberg Eisen-, Kupfer-, Bleierze abgebaut. In der Nähe des Ortes befindet sich ein ausgebeuteter kleiner Grauwackesteinbruch, der heute verfüllt ist. Nach dem Zweiten Weltkrieg wurde der Steinbruch vom alliierten Militär zur Sprengung großer Mengen von Munition genutzt, die zuvor im Teich von Alperbrück versenkt worden war.

## Freizeit

### Wander- und Radwege
- Der Ortsrundwanderweg ┴ durchläuft den Ort.
- Der Ortsrundwanderweg O "Rund um Bielstein" berührt den Ort im westlichen Bereich.

### Vereinswesen
- Dorfgemeinschaft Hengstenberg e. V. – Die Dorfgemeinschaft richtet seit einigen Jahren jährlich am Dreschschoppen unter anderem das Treckertreffen aus.
- Seit 2003 bestehen die Deutz-Eicher Freunde Hengstenberg in loser Vereinigung als: Treckerfreunde Hengstenberg.